# Championnat du monde C masculin de handball 1986
Navigation
Mondial C 1984 Mondial C 1988
Le Championnat du monde C masculin de handball  a eu lieu du 6 au 15 février 1986 au Portugal. C'est la 6e édition de cette épreuve.
Véritable division 3 du handball mondial, les meilleures équipes du Championnat du monde C obtenaient ainsi leurs billets pour le Championnat du monde B tandis que les moins bonnes restaient dans cette division. 
Onze équipes ont participé à la compétition qui a été remportée par la France qui remonte ainsi dans le Mondial B 1987. Les Pays-Bas et Israël complètent le podium.

## Présentation

### Modalités
Les équipes sont réparties dans deux poules. Les deux premières équipes de chaque poule sont qualifiées pour les demi-finales. Seule l'équipe sacrée championne du monde C accède au Championnat du monde B 1987.

### Équipes
| Nation          | Motif de qualification                      | Rang    |
| --------------- | ------------------------------------------- | ------- |
| France          | Relégation du · Championnat du monde B 1985 | 11e     |
| Pays-Bas        | Relégation du · Championnat du monde B 1985 | 12e     |
| Israël          | Relégation du · Championnat du monde B 1985 | 13e     |
| Autriche        | Maintien du · Championnat du monde C 1984   | 6e      |
| Turquie         | Maintien du · Championnat du monde C 1984   | 7e      |
| Luxembourg      | Maintien du · Championnat du monde C 1984   | 8e      |
| Belgique        | Maintien du · Championnat du monde C 1984   | 9e      |
| Grande-Bretagne | Maintien du · Championnat du monde C 1984   | 10e     |
| Îles Féroé      | Maintien du · Championnat du monde C 1984   | 11e     |
| Grèce           | inconnu                                     | inconnu |
| Portugal        | inconnu                                     | inconnu |

## Tour préliminaire
- Qualifié pour les demi-finales.
- Qualifié pour les matchs de classement.

### Groupe A
|   | Équipe          | Pts | J | G | N | P | Bp  | Bc  | Diff |
| - | --------------- | --- | - | - | - | - | --- | --- | ---- |
| 1 | France          | 8   | 4 | 4 | 0 | 0 | 109 | 67  | 42   |
| 2 | Autriche        | 5   | 4 | 2 | 1 | 1 | 92  | 69  | 23   |
| 3 | Portugal        | 5   | 4 | 2 | 1 | 1 | 97  | 66  | 31   |
| 4 | Luxembourg      | 2   | 4 | 1 | 0 | 3 | 64  | 92  | -28  |
| 5 | Grande-Bretagne | 0   | 4 | 0 | 0 | 4 | 56  | 124 | -68  |

| 06 février 1986 | France   | 39 - 16 | Grande-Bretagne |  |
| 06 février 1986 | (17 - 6) |         |                 |  |

- France : Gaffet (2, dont 1 pen.), Perreux (3), Derot (4), Deschamps (2), Bernard (5), Esparre (4), Debureau (5), Mahé (4, dont 1 pen.), Portes (8), Hager (2).

| 06 février 1986 | Portugal | 22 - 16 | Luxembourg |  |
| 06 février 1986 | (11 - 7) |         |            |  |

| 07 février 1986 | Autriche | 26 - 13 | Grande-Bretagne | Lisbonne |
| 07 février 1986 | (11 - 6) |         |                 | Lisbonne |

| 07 février 1986 | France  | 21 - 17 | Portugal | Lisbonne |
| 07 février 1986 | (9 - 7) |         |          | Lisbonne |

- France : Bernard (1), Portes (4), Derot (2), Mahé (3, dont 1 pen.), Perreux (6), Gardent (2), Gaffet (1), Deschamps (2).

| 09 février 1986 | Portugal | 40 - 11 | Grande-Bretagne | Leiria |
| 09 février 1986 | (23 - 5) |         |                 | Leiria |

| 09 février 1986 | Autriche  | 28 - 15 | Luxembourg | Leiria |
| 09 février 1986 | (13 - 10) |         |            | Leiria |

| 10 février 1986 | Autriche | 18 - 18 | Portugal | Lisbonne |
| 10 février 1986 | (10 - 7) |         |          | Lisbonne |

| 10 février 1986 | France   | 26 - 14 | Luxembourg | Lisbonne |
| 10 février 1986 | (13 - 8) |         |            | Lisbonne |

- France : Deschamps (1 pen.), Hager (1), Debureau (7), Gaffet (5), Serinet (2), Mahé (5, dont 2 pen.), Portes (2), Derot (1), Esparre (2).

| 12 février 1986 | Luxembourg | 19 - 16 | Grande-Bretagne | Lisbonne |
| 12 février 1986 | (9 - 7)    |         |                 | Lisbonne |

| 12 février 1986 | France   | 23 - 20 | Autriche | Lisbonne |
| 12 février 1986 | (9 - 11) |         |          | Lisbonne |

- France : Deschamps (2), Perreux (4), Gardent (3), Portes (3), Derot (7), Mahé (4, dont 2 pen.).

### Groupe B
|   | Équipe     | Pts | J | G | N | P | Bp  | Bc  | Diff |
| - | ---------- | --- | - | - | - | - | --- | --- | ---- |
| 1 | Pays-Bas   | 10  | 5 | 5 | 0 | 0 | 136 | 78  | 58   |
| 2 | Israël     | 7   | 5 | 3 | 1 | 1 | 124 | 87  | 37   |
| 3 | Belgique   | 6   | 5 | 3 | 0 | 2 | 92  | 88  | 4    |
| 4 | Turquie    | 5   | 5 | 2 | 1 | 2 | 103 | 110 | -7   |
| 5 | Grèce      | 2   | 5 | 1 | 0 | 4 | 81  | 123 | -42  |
| 6 | Îles Féroé | 0   | 5 | 0 | 0 | 5 | 91  | 141 | -50  |

| 06 février 1986 | Pays-Bas | 27 - 18 | Belgique |  |
| 06 février 1986 | (13 - 8) |         |          |  |

| 06 février 1986 | Israël  | 21 - 10 | Grèce |  |
| 06 février 1986 | (8 - 4) |         |       |  |

| 06 février 1986 | Turquie   | 24 - 23 | Îles Féroé |  |
| 06 février 1986 | (11 - 10) |         |            |  |

| 07 février 1986 | Turquie   | 24 - 23 | Grèce |  |
| 07 février 1986 | (10 - 12) |         |       |  |

| 07 février 1986 | Israël   | 24 - 15 | Belgique |  |
| 07 février 1986 | (12 - 9) |         |          |  |

| 07 février 1986 | Pays-Bas | 35 - 13 | Îles Féroé |  |
| 07 février 1986 | (18 - 7) |         |            |  |

| 09 février 1986 | Belgique | 17 - 11 | Îles Féroé |  |
| 09 février 1986 | (11 - 9) |         |            |  |

| 09 février 1986 | Israël    | 22 - 22 | Turquie |  |
| 09 février 1986 | (10 - 13) |         |         |  |

| 09 février 1986 | Pays-Bas | 30 - 10 | Grèce |  |
| 09 février 1986 | (11 - 3) |         |       |  |

| 10 février 1986 | Belgique | 24 - 12 | Grèce |  |
| 10 février 1986 | (14 - 9) |         |       |  |

| 10 février 1986 | Israël    | 39 - 20 | Îles Féroé |  |
| 10 février 1986 | (19 - 11) |         |            |  |

| 10 février 1986 | Pays-Bas | 24 - 19 | Turquie |  |
| 10 février 1986 | (14 - 9) |         |         |  |

| 12 février 1986 | Grèce    | 26 - 24 | Îles Féroé |  |
| 12 février 1986 | (13 - 9) |         |            |  |

| 12 février 1986 | Belgique | 18 - 14 | Turquie |  |
| 12 février 1986 | (10 - 8) |         |         |  |

| 12 février 1986 | Pays-Bas | 20 - 18 | Israël |  |
| 12 février 1986 | (11 - 7) |         |        |  |

## Phase finale
|  | Demi-finales    | Demi-finales    |                        |    | Finale          | Finale          |
|  | Demi-finales    | Demi-finales    |                        |    | Finale          | Finale          |
|  |                 |                 |                        |    |                 |                 |
|  | 13 février 1986 | 13 février 1986 |                        |    | 15 février 1986 | 15 février 1986 |
|  | 13 février 1986 | 13 février 1986 |                        |    | 15 février 1986 | 15 février 1986 |
|  | France          | 27              |                        |    | 15 février 1986 | 15 février 1986 |
|  | France          | 27              |                        |    | 15 février 1986 | 15 février 1986 |
|  | Israël          | 17              |                        |    | 15 février 1986 | 15 février 1986 |
|  | Israël          | 17              | France                 | 29 |                 |                 |
|  | 13 février 1986 |                 | France                 | 29 |                 |                 |
|  |                 | Pays-Bas        | 21                     |    |                 |                 |
|  | Pays-Bas        | Pays-Bas        | 21                     | 22 |                 |                 |
|  | Pays-Bas        |                 |                        | 22 |                 |                 |
|  | Autriche        | 17              |                        |    |                 |                 |
|  | Autriche        | 17              | Match pour la 3e place |    |                 |                 |
|  |                 |                 |                        |    |                 |                 |
|  | 15 février 1986 |                 |                        |    |                 |                 |
|  |                 |                 |                        |    |                 |                 |
|  | Israël          | 25              |                        |    |                 |                 |
|  | Israël          | 25              |                        |    |                 |                 |
|  | Autriche        | 21              |                        |    |                 |                 |
|  | Autriche        | 21              |                        |    |                 |                 |

### Demi-finales
| 13 février 1986 | France        | 27 - 17  | Israël | Lisbonne |
| 13 février 1986 | Pascal Mahé 8 | (14 - 6) |        | Lisbonne |

France : Deschamps (3), Debureau (5), Gardent (2), Mahé (8, dont 4 pen.), Portes (3), Derot (3), Hager (3).
| 13 février 1986 | Pays-Bas | 22 - 17 | Autriche | Lisbonne |
| 13 février 1986 | (9 - 8)  |         |          | Lisbonne |

### Match pour la3eplace
| 15 février 1986 | Israël    | 25 - 21 | Autriche | Lisbonne |
| 15 février 1986 | (11 - 13) |         |          | Lisbonne |

### Finale
| 15 février 1986 | France        | 29 - 21  | Pays-Bas | Lisbonne |
| 15 février 1986 | Pascal Mahé 7 | (13 - 6) |          | Lisbonne |

France : Deschamps (1), Hager (1), Debureau (2), Serinet (3), Gaffet (5, dont 1 pen.), Mahé (7, dont 3 pen.), Portes (5), Gardent (3), Derot (2).

### Places de 5 à 9
| Match                  | Date            | Lieu     | Équipe 1 | Score   | Équipe 2        |
| ---------------------- | --------------- | -------- | -------- | ------- | --------------- |
| Match pour la 5e place | 13 juillet 1986 | Lisbonne | Portugal | 27 – 19 | Belgique        |
| Match pour la 7e place | 13 juillet 1986 | Lisbonne | Turquie  | 21 – 18 | Luxembourg      |
| Match pour la 9e place | 13 juillet 1986 | Lisbonne | Grèce    | 23 – 19 | Grande-Bretagne |

## Classement final
| Rang | Équipe          |
| ---- | --------------- |
| 1er  | France          |
| 2e   | Pays-Bas        |
| 3e   | Israël          |
| 4e   | Autriche        |
| 5e   | Portugal        |
| 6e   | Belgique        |
| 7e   | Turquie         |
| 8e   | Luxembourg      |
| 9e   | Grèce           |
| 10e  | Grande-Bretagne |
| 11e  | Îles Féroé      |

|               | Champion du monde C et promu pour le Mondial B 1987 |
| en diminution | Relégué du Mondial B 1985                           |

Seule la France est promue pour le Mondial B 1987.